# نیکون اف‌ام۳آ
نیکون اف‌ام۳آ (به انگلیسی: Nikon FM3A) یک دوربین عکاسی ساخت شرکت نیکون است.